# مارسين كوبياك (دبلوماسي)
مارسين كوبياك (ولد في 4 نوفمبر 1969  في وارسو) هو دبلوماسي بولندي، سفير لدى زيمبابوي (2007-2008)، وجنوب أفريقيا (2009-2012)، وماليزيا (2015-2017)، والعراق (2020-2024).

## تعليم
تخرج كوبياك من جامعة وارسو الطبية (1994). بين عامي 1995 و1997، درس في المدرسة الوطنية للإدارة العامة. في ذلك الوقت، كان متدربًا في وزارة الخارجية وأمانة مجلس الخزانة الكندي في أوتاوا. يتحدث اللغتين الإنجليزية والفرنسية، وهو يتحدث البولندية.

## المسيرة الدبلوماسية
عمل كطبيب لمدة عام (1994-1995). في عام 1997، انضم إلى السلك الدبلوماسي البولندي، بدءًا من منصب خبير أول. بعد خدمته كسكرتير ثانٍ ثم سكرتير أول في السفارة في نيروبي، كينيا (1998-2003)، كان يعمل في قسم أفريقيا والشرق الأوسط بوزارة الخارجية. في عام 2005، رُقِّيَ إلى نائب مدير هناك. في سبتمبر 2007، أصبح سفيرًا لدى زيمبابوي. بعد إغلاق السفارة مباشرة في العام التالي، في 1 يناير 2009، بدأ تمثيل بولندا في جنوب إفريقيا، حيث اُعتُمِدَ أيضًا في بوتسوانا، وموزمبيق، وناميبيا، وملاوي، وزيمبابوي، وليسوتو، وإسواتيني، وزامبيا. في 15 ديسمبر 2012، أنهى فترة ولايته.
في 28 فبراير 2013، عُيِّن وكيل وزارة الدولة في وزارة التنمية الإقليمية، وفي 28 نوفمبر 2013، في وزارة البنية التحتية والتنمية. أنهى منصبه في 18 ديسمبر 2014. بين عامي 2015 و2017، كان سفيرًا لدى ماليزيا، وبروناي، والفلبين. في 10 مارس 2020، رُشِّحَ سفيرًا لدى العراق، وتولى منصبه في 1 أغسطس 2020. قدم أوراق اعتماده إلى الرئيس برهم صالح في 24 سبتمبر 2020. أنهى مهمته في 30 نوفمبر 2024.